# Henri d'Arles
 (mai 2020).
Si vous disposez d'ouvrages ou d'articles de référence ou si vous connaissez des sites web de qualité traitant du thème abordé ici, merci de compléter l'article en donnant les références utiles à sa vérifiabilité et en les liant à la section « Notes et références ».
Henri d'Arles, né le 9 septembre 1870 à Princeville et mort le 9 juillet 1930 à Marseille, est un historien, essayiste, critique littéraire et ecclésiastique québécois.

## Biographie
Natif de Princeville, dans le comté d'Arthabaska au Québec, il étudie au Petit séminaire de Québec, fait son entrée chez les Dominicains en 1889, puis reçoit son ordination l'année suivante à Saint-Hyacinthe ,.
Son nom originel était Henri Beaudet dit Beaudé et il se faisait souvent appeler l'abbé Beaudé. Mais il utilise aussi les pseudonymes de Enrico et Henricus. 
Prêtre sous l'épiscopat de Fabien-Zoël Decelles, il est appelé à exercer son ministère en Nouvelle-Angleterre, à Fall River et à Lewiston, où vit une importante population franco-américaine, de 1895 à 1902. En 1906, il fait un voyage en Terre sainte, s'inscrivant à l'école biblique de Jérusalem. Visitant plus tard la France, il s'y donnera le pseudonyme d'« Henri d'Arles » en hommage à la ville d'Arles et du poète local Frédéric Mistral dont il admire l'œuvre.
Il désire en 1902 devenir prêtre séculier pour porter sa mission auprès du peuple. Georges-Albert Guertin (en), l'évêque francophone de la région, lui accordera son vœu en 1912.
Il participe à diverses sociétés littéraires de son temps, comme l'« association canado-américaine » jusqu'en 1925, il et est rapidement reconnu comme une éminente figure littéraire. Il fréquente ainsi le cercle d'intellectuels nationalistes et traditionalistes engagés dans l'Action nationale de Lionel Groulx. Naturalisé américain en 1924, il tente de son mieux pour assurer la survivance des francophones américains, mais constate son échec après les campagnes d'américanisation qui suivirent la Première Guerre mondiale. 
Intellectuel nationaliste de tendance traditionaliste, il appuie initialement le néo-traditionalisme de L'Action française de Charles Maurras, mais finit par se rallier à sa condamnation en 1926. En dehors de ses opinions politiques, il s'intéresse beaucoup à l'histoire acadienne et contribue à renouveler l'historiographie québécoise, notamment en critiquant les travaux de Thomas Chapais.
Biographe, il raconte la vie de Laure Conan, Louis Fréchette, Edmond de Nevers, Henri Lacordaire et John Henry Newman. Une partie de ses écrits est de nature dévote ; il n'oublie cependant pas de s'intéresser au développement des arts dans sa région.
D'Arles préface les poèmes de Rosaire Dion-Lévesque et il réédite les écrits historiques d'Édouard Richard. Il tient une correspondance avec son confrère Antoine Bernard. Il est aussi un correspondant de Lionel Groulx. Après avoir voyagé en Californie, il se rend à Rome et meurt le 9 juillet 1930. 

## Ouvrages publiés
- Propos d’art, 1903
- Pastels, 1905
- Tête d'étude, 1906
- Edmond de Nevers, le penseur et l’artiste, 1908
- Essais et Conférences, 1909
- Lacordaire, l’orateur et le moine
- Eaux-fortes et Tailles-douces, 1913
- Religion, Patriotisme, Fraternité, 1913
- Newman, la première phase
- Une romancière canadienne, Laure Conan, 1914
- Le Mystère de l’Eucharistie, 1915
- Acadie. Reconstitution d’un chapitre perdu de l’histoire d’Amérique, 1916, 1921
- La Déportation des Acadiens, 1919
- La Tragédie acadienne, 1920
- Nos historiens, 1921
- Arabesque, 1923
- Louis Fréchette, 1924
- Laudes, 1926
- Estampes, 1926
- Primevères, 1929
- Horizons, 1930

## Revues et journaux
- L'Action française
- Horizons
- Le Rosaire
- Le Canada français

## Honneurs
- Médaille Richelieu
- Palme académique du gouvernement français
- Prix de la langue-française de l’Académie française en 1922 pour Histoire de l’Acadie, d’Edmond Richard[5].